# Ignacio Trelles
Pour les articles homonymes, voir Trelles.
Ignacio Trelles Campos (né le 31 juillet 1916 et mort le 24 mars 2020) est un ancien entraîneur de football mexicain.

## Biographie
Surnommé Don Nacho, Trelles est l'entraîneur mexicain le plus titré en club avec 7 titres de champion du Mexique avec 4 équipes différentes : Marte (1953-54), Zacatepec (1954-55 et 1957-58), Toluca (1966-67 et 1967-68) et Cruz Azul (1978-79 et 1979-80). Il détient aussi le record du nombre de matchs dirigés en D1 mexicaine en tant qu'entraîneur avec 1083 rencontres.

### Équipe du Mexique
Trelles est également celui qui a dirigé le plus souvent l'équipe du Mexique avec 106 matches entre 1958 et 1976. Sélectionneur durant toute la décennie de 1960, c'est sous sa houlette que le Mexique commence à se faire un nom dans le concert international. En effet, lors du Mondial de 1962, au Chili, il obtient la première victoire mexicaine en phase finale de Coupe du monde, face à la Tchécoslovaquie (3-1). Quatre ans plus tard, El Tri tient en échec la France et l'Uruguay à l'occasion de la Coupe du monde de football 1966 avant de succomber face au pays organisateur. Par ailleurs, Trelles remporte le Championnat de la CONCACAF 1965 et atteint les demi-finales du tournoi olympique joué à domicile en 1968.

## Palmarès

### Palmarès de joueur
Club Necaxa
- Champion de la Liga Amateur del Distrito Federal en 1934-35, 1936-37 et 1937-38.
- Vainqueur de la Coupe du Mexique en 1934-35.

### Palmarès d'entraîneur
Zacatepec
- Champion du Mexique en 1954-55 et 1957-58.
- Vainqueur de la Coupe du Mexique en 1956-57 et 1958-59.
- Vainqueur du Campeón de Campeones en 1955 et 1958.
- Champion du Mexique D2 en 1950-51.

 Marte
- Champion du Mexique en 1953-54.

 Toluca
- Vainqueur de la Coupe des clubs champions de la CONCACAF en 1968.
- Champion du Mexique en 1966-67 et 1967-68.
- Vainqueur du Campeón de Campeones en 1967 et 1968.

 Cruz Azul
- Champion du Mexique en 1978-79 et 1979-80.

 CF Atlante
- Vainqueur de la Coupe des clubs champions de la CONCACAF en 1983.

 Équipe du Mexique
- Vainqueur du Championnat de la CONCACAF 1965.